# XCrosscheckx

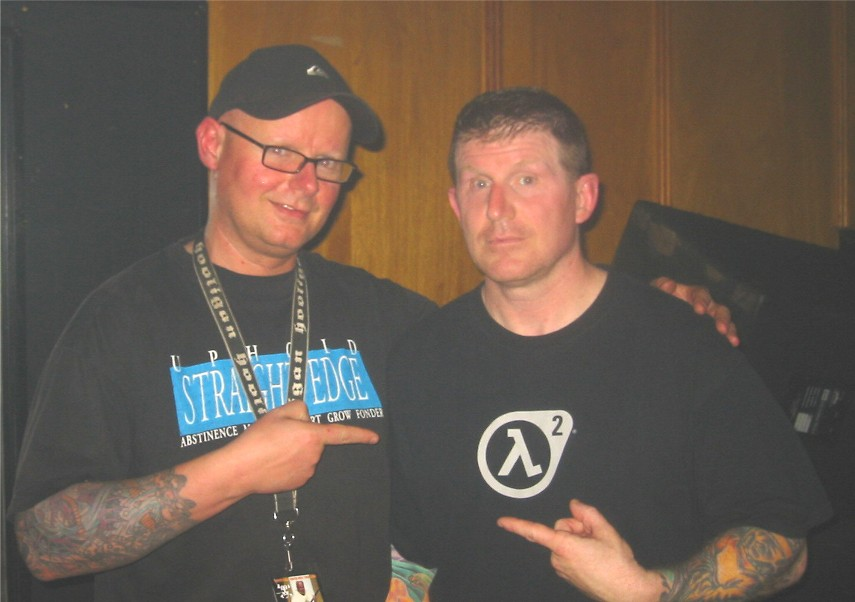
Kalle mit Slapshot Sänger Jack Kelly

xCrosscheckx ist eine Old-School-Hardcore-Punk-Band aus Meerane, die 2002 von dem Sänger Kalle gegründet wurde.

## Stil
Die Band orientiert sich an der frühen 1980er US-Szene und ist stark beeinflusst von Slapshot und  Minor Threat. 2003 wurde ein Demo eingespielt durch das 2004 ein Plattenvertrag mit dem Label Psycho T. Records zustande kam. Bisher wurden 3 CDs veröffentlicht. Live war die Band mittlerweile in fast allen Bundesländern Deutschlands, Ungarn und der Schweiz unterwegs und 2008 wurde eine zweiwöchige Tour in Südostasien gespielt. Die Band spielte schon gemeinsame Shows z. B. mit The Real McKenzies, Dritte Wahl, Troopers, Zaunpfahl, Discipline, SS-Kaliert, Born from Pain und Crushing Caspars.

## Diskografie
- 2003: Demo (CD/Tape)
- 2004: Kill the Local Drugdealer (LP/CD, Psycho T Records PTR 012)
- 2005: Kill the Local Drugdealer, auf: Plastic Bomb #52 (CD Kompilation)
- 2005: Liar, auf: Ox Compilation #63 (CD Kompilation)
- 2006: Get Respect (CD, Psycho T Records PTR 022)
- 2008: Holiday in Guantanamo Bay / Liar, auf: Sampler - 11 Jahre Psycho T Records (CD Kompilation, Psycho T Records PTR 038)
- 2010: Kill the Local Drugdealer, auf: Oi! The Print Vol.5 (CD Kompilation)
- 2010: No One Comes Here Out Alive (CD, Psycho T Records PTR 049)

## Kurioses

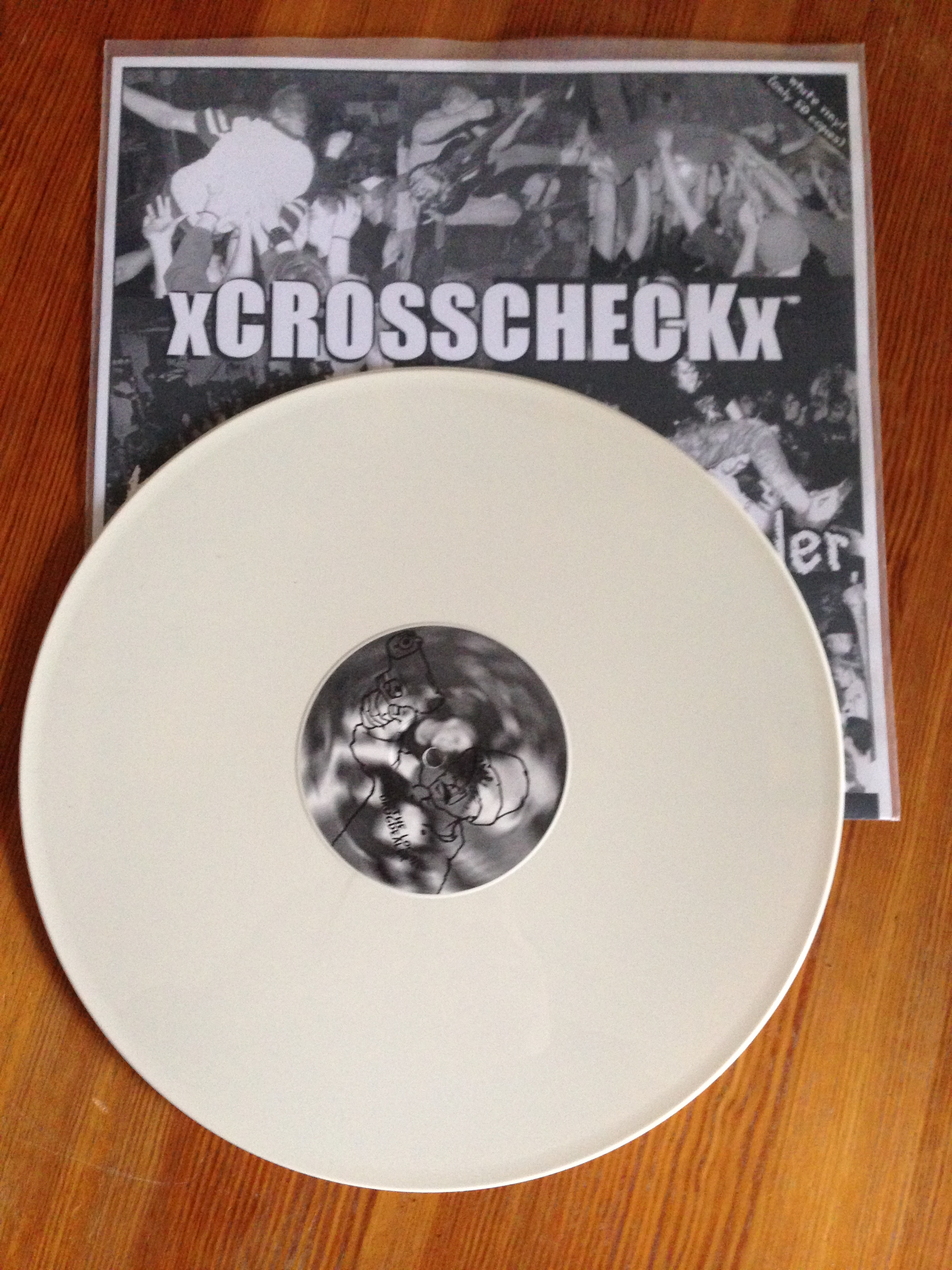
1. xCrosscheckx Veröffentlichung Kill the Local Drugdealer in weißem Vinyl mit leerer B-Seite und oben rechts der Limitierungshinweis

Von der CD Kill the Local Drugdealer wurden auch zwei Kleinstauflagen Vinyl gepresst, 333 LPs in schwarzem und 50 LPs in weißem Vinyl. Dabei wurden alle Songs auf die A-Seite gepresst und die B-Seite leer gelassen. Durch diese Vorgehensweise wurde die Optik einer Fehlpressung hergestellt, die die LP zu einem gesuchten Sammlerobjekt machte. Tatsächlich war die weiße Version schon einige Wochen vor dem Erscheinen ausverkauft. Von den anderen beiden CDs gibt es keine Vinylversion.